# Carl Larsson
Carl Larsson (28. května 1853 Stockholm – 22. ledna 1919 Sundborn) byl švédský malíř, grafik a ilustrátor. Známý se stal zejména obrazovými publikacemi, v nichž zachytil život na švédském venkově a každodennost své rodiny. Nástěnnými malbami vyzdobil Národní muzeum ve Stockholmu.

## Život
Narodil se v chudých poměrech, navíc v době, kdy Švédsko procházelo hospodářskou krizí. Čtyřčlenná rodina bydlela v jednopokojovém bytě v činžovním domě. Jacobsen, Larssonův učitel na základní škole, rozpoznal žákův talent a zařídil, že byl roku 1866 přijat na Královskou švédskou akademii umění. 

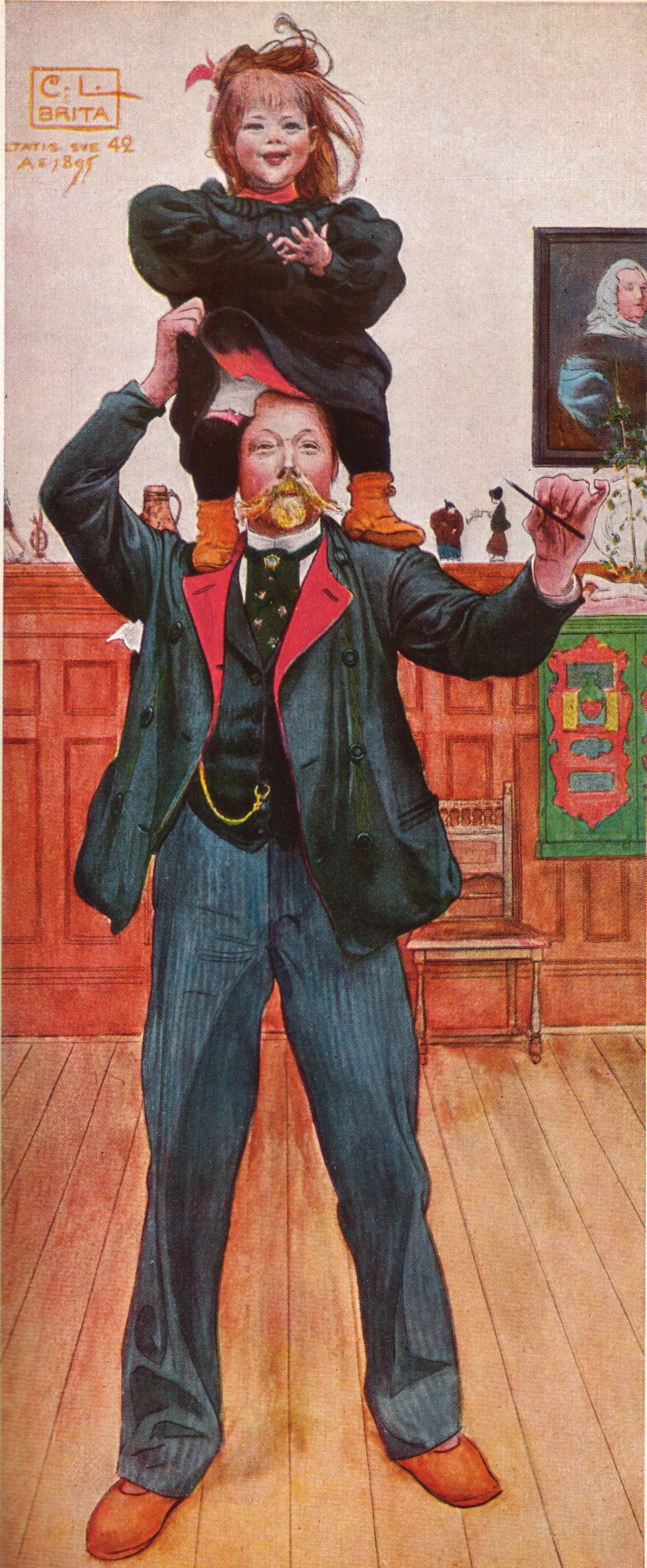
Brita a já, 1895, Muzeum Götteborg

 Navštěvoval ji až do roku 1876, během studií byl několikrát oceněn. Od roku 1871 pracoval ve fotografickém ateliéru bratří Roeslerů a jako grafik pro humoristický časopis Kasper. V roce 1875 vyšly první pohádky, romány a divadelní hry s jeho ilustracemi, o rok později si začal vydělávat také jako portrétista. Do roku 1889 vytvářel grafiky pro Ny Illustrerad Tidning (Nové ilustrované listy). V roce 1877 odjel poprvé do Paříže a následující dvě léta strávil v Barbizonu. Moderní malířské směry ho však příliš neoslovily. V letech 1882–1887 trávil spolu s dalšími švédskými malíři Ernstem Josephsonem, Bruno Liljeforsem a Andersem Zornem léta ve městě Grez-sur-Loing, 65 kilometrů jihovýchodně od Paříže. Zde se také seznámil se svou budoucí ženou Karin Bergöö, budoucí designérkou nábytku a textilií v jejich společném domě.
Akvarely vzniklé v Grezu byly roku 1883 oceněny medailí na pařížském Salónu, některé zakoupilo Národní muzeum ve Stockholmu. V té době poznal svého dlouholetého mecenáše Pontuse Fürstenberga. Roku 1884 se narodila Suzanne, první z jeho osmi dětí. O dva roky později byl zvolen do výboru švédského sdružení umělců Oponenti.
Roku 1888 zakoupil rodině Larssonův tchán v Sundbornu poblíž Falunu domek Lilla Hyttnäs, který si Larssonovi vybavili nábytkem a vybavením podle svých návrhů. Rodina zde trávila každý rok léto. V letech 1892–1894 cestoval do Itálie, kde studoval renesanční nástěnnou malbu. V roce 1897 zakoupil Larsson farmy Spadarfvet a Kartbacken. Od té doby sám sebe nazýval umělcem a farmářem. Výnosy z farem rodině umožnily rozšiřovat domek v Sundbornu, v němž je dnes umístěno Larssonovo muzeum a kde od roku 1901 bydleli Larssonovi celoročně. Malířovo dlouholeté přátelství s Augustem Strindbergem skončilo v roce 1908 roztržkou. V roce 1911 napadl Larsson v tisku malířský modernismus. Zároveň měl úspěšnou výstavu v Římě. Dva dny před smrtí dopsal autobiografickou knihu Jag (Já), která však vyšla teprve v roce 1931.

## Dílo
Dominantním způsobem Larssonova malířského vyjádření byl od počátku 80. let akvarel. 

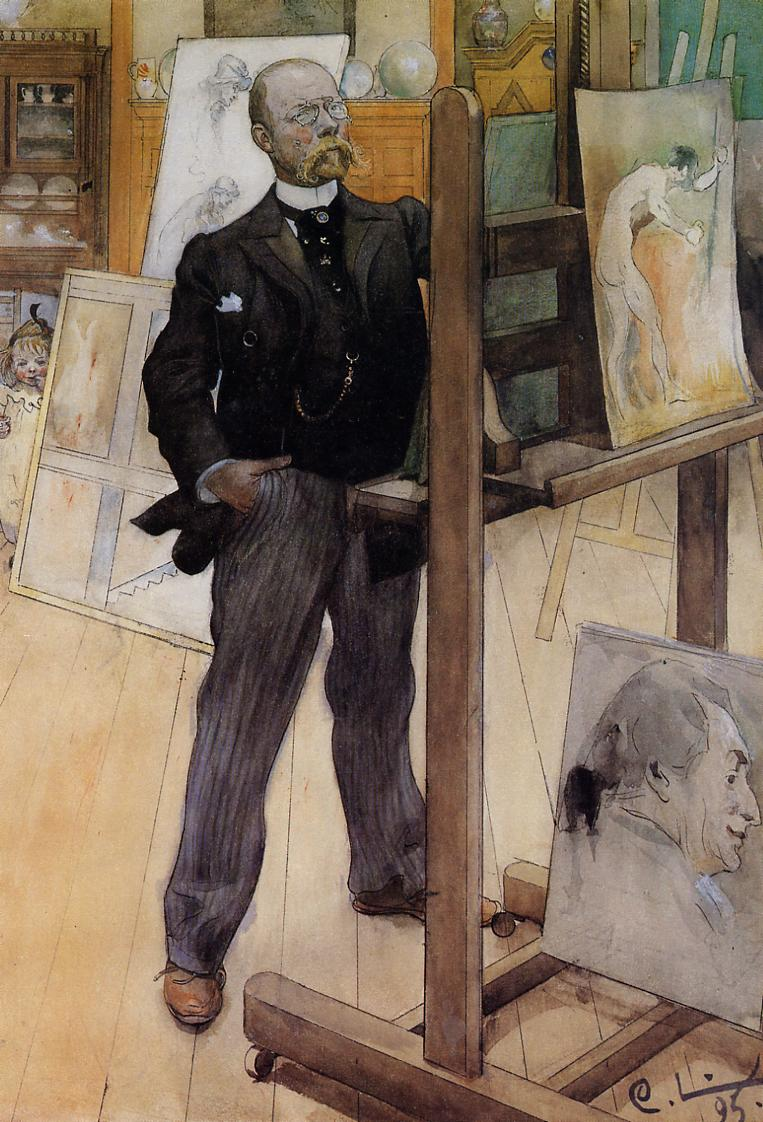
Autoportrét, 1895, Muzeum Waldemarsudde, Stockholm

 Maloval realistické obrázky, ve kterých zpodobňoval výjevy z každodenního života svých současníků. Podstatnou část jeho tvorby tvořila alba akvarelů, jejichž námětem byla jeho rodina, zasazená do prostředí, ve kterém žila. Příležitostně vytvářel také olejomalby, zejména když na zakázku maloval portréty, např. roku 1916 spisovatele Karla Otto Bonniera. Byl vyhledávaným knižním ilustrátorem. Začal roku 1881 se Strindbergovými kulturními dějinami Švédska Švédové o svátcích a pracovních dnech, o tři roky později ilustroval dílo švédské básnířky Anny Marie Lenngrenové. V roce 1891 vyšly s Larssonovými obrázky Schillerovy Úklady a láska. Dalším románem, který Larsson ilustroval, byla Singoalla Viktora Rydberga, odehrávající se ve středověku a líčící tragickou lásku rytíře a cikánské dívky.
Celý tvůrčí život se také zabýval nástěnnou malbou. Za prestižní práci považoval fresky na schodišti Národního muzea ve Stockholmu. Zúčastnil se několika soutěží na jeho výzdobu a ne vždy uspěl. S přestávkami pracoval pro muzeum v letech 1888–1911. Podle jeho návrhu byly provedeny nástěnné malby v dívčí škole v Göteborgu (1890) a roku 1898 ve Stockholmu ve škole Norra Latin a v tamní opeře. Následovaly fresky v Novém dramatickém divadle rovněž ve Stockholmu (1905).
Velké obliby došly Larssonovy knihy s akvarelovými ilustracemi:
- 1895 De mina (Moji milí)
- 1899 Ett hem (Náš domov)
- 1902 Larssons (Larssonovi)
- 1906 Spadarfvet
- 1910 Åt solsidan (Na sluneční straně)
- 1913: Andras barn (Děti jiných lidí)

Roku 1907 vyšla jeho kniha Svenska kvinnan genom seklen (Švédka v průběhu věků) a posmrtně v roce 1931 autobiografie Jag (Já).

## Galerie

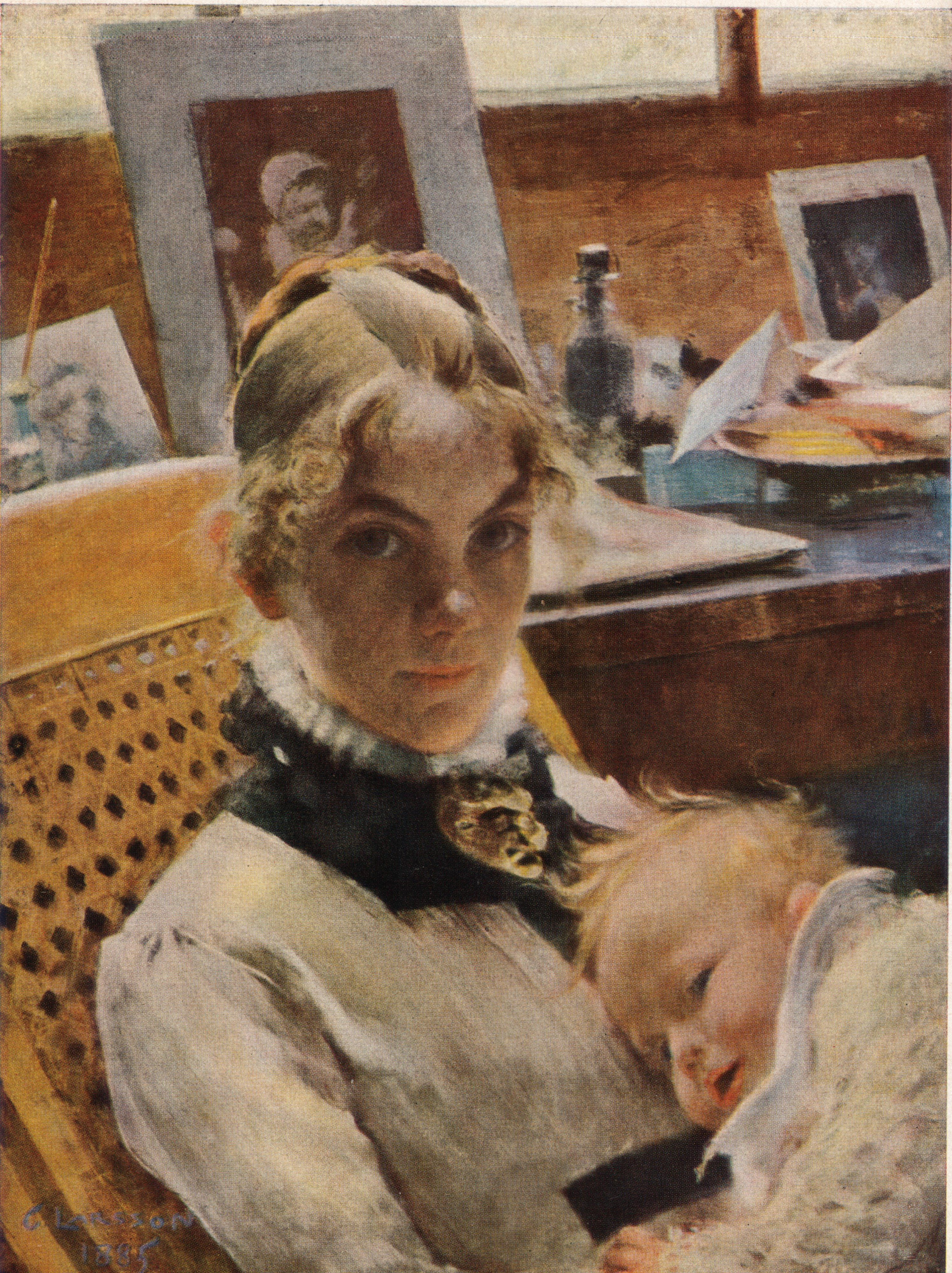
Idyla v ateliéru. Umělcova manželka Karin s dcerou Suzanne, 1885, Národní muzeum Stockholm
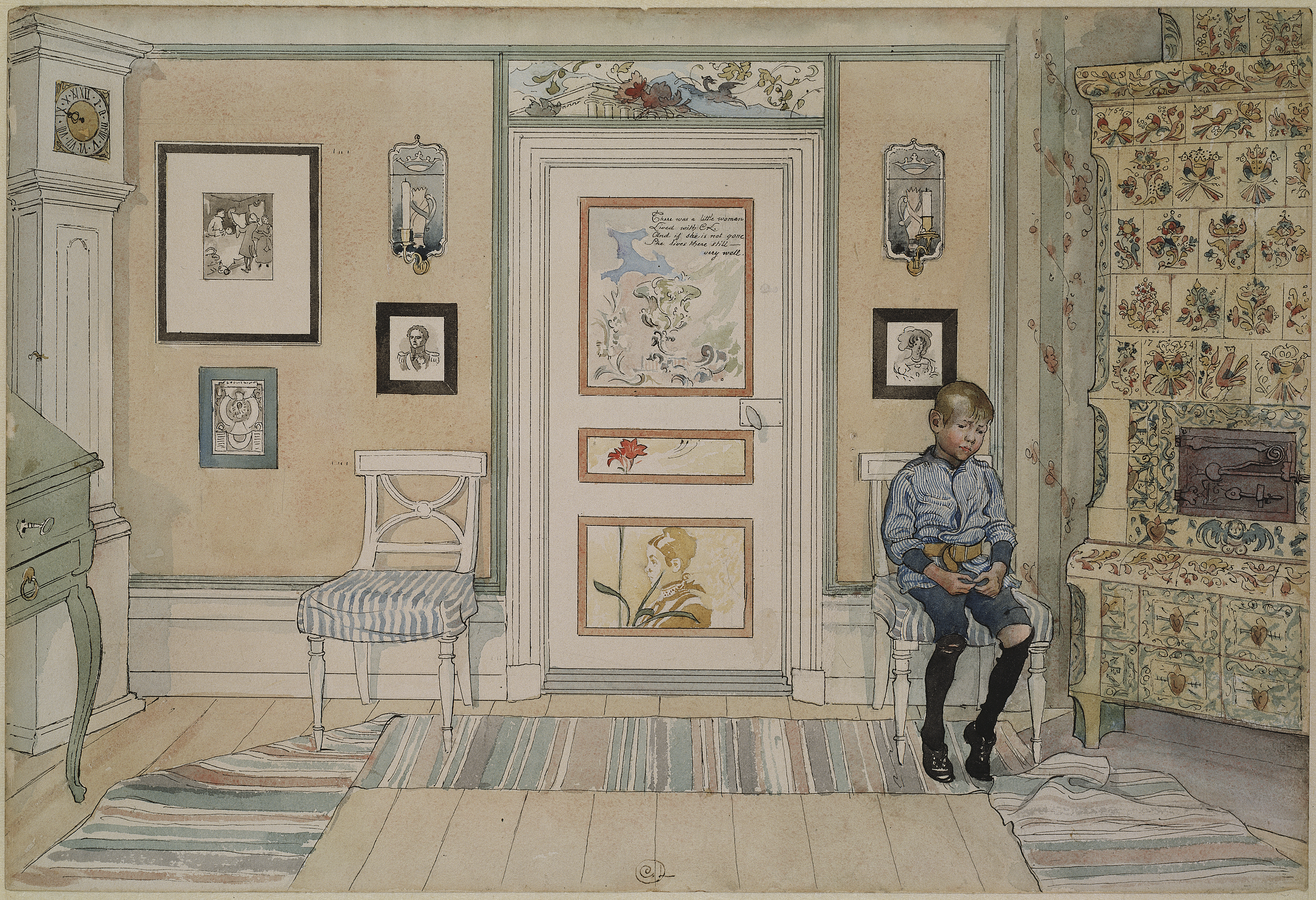
Za trest v koutě, 1894, Národní muzeum Stockholm
Odpočívadlo v salónku, 1894, Národní muzeum Stockholm
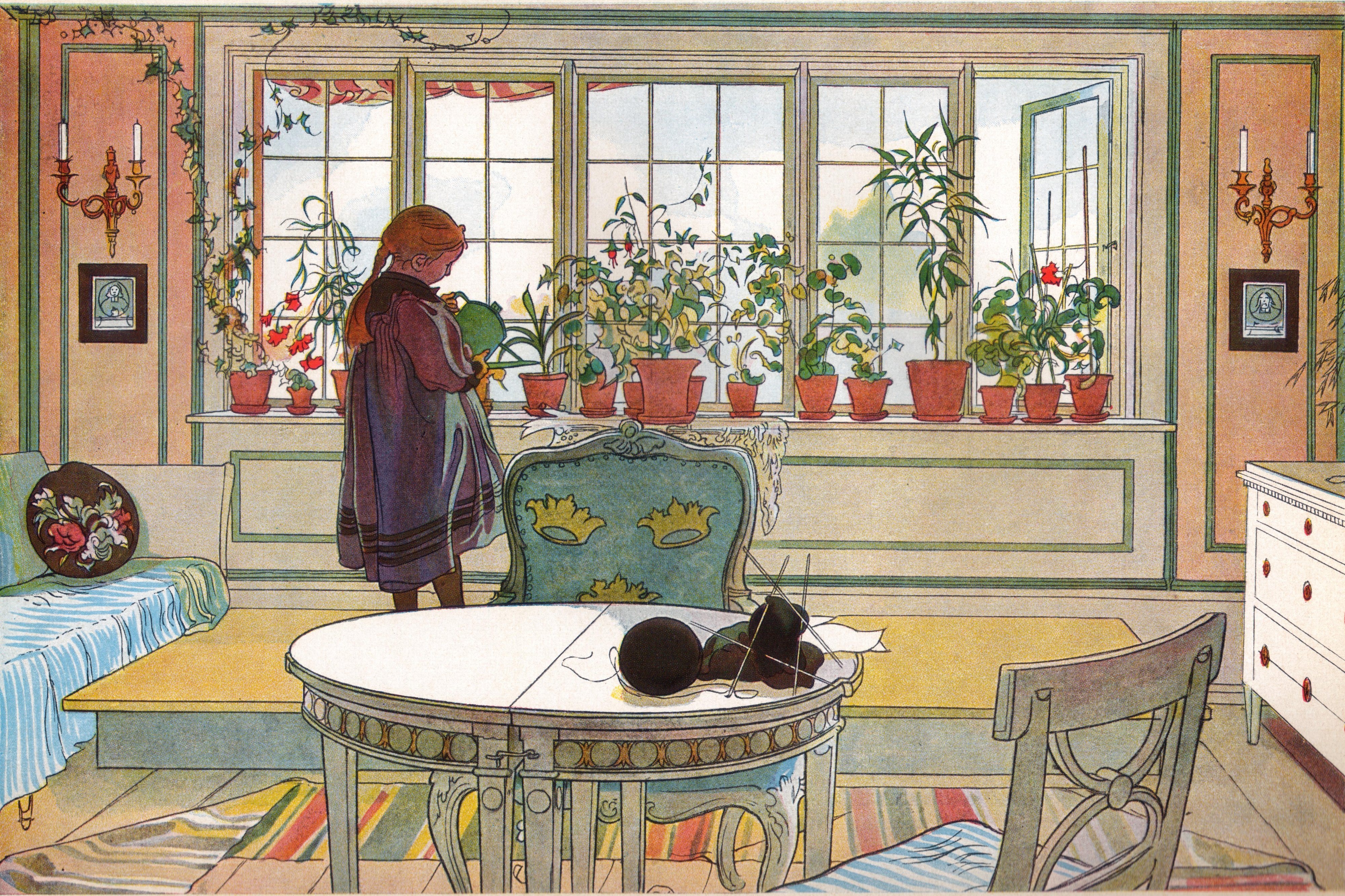
Okno plné květin, 1894, Národní muzeum Stockholm
Snídaně pod velkou břízou, 1896, Národní muzeum Stockholm
Holčičky a maminčina ložnice, 1896, Národní muzeum Stockholm
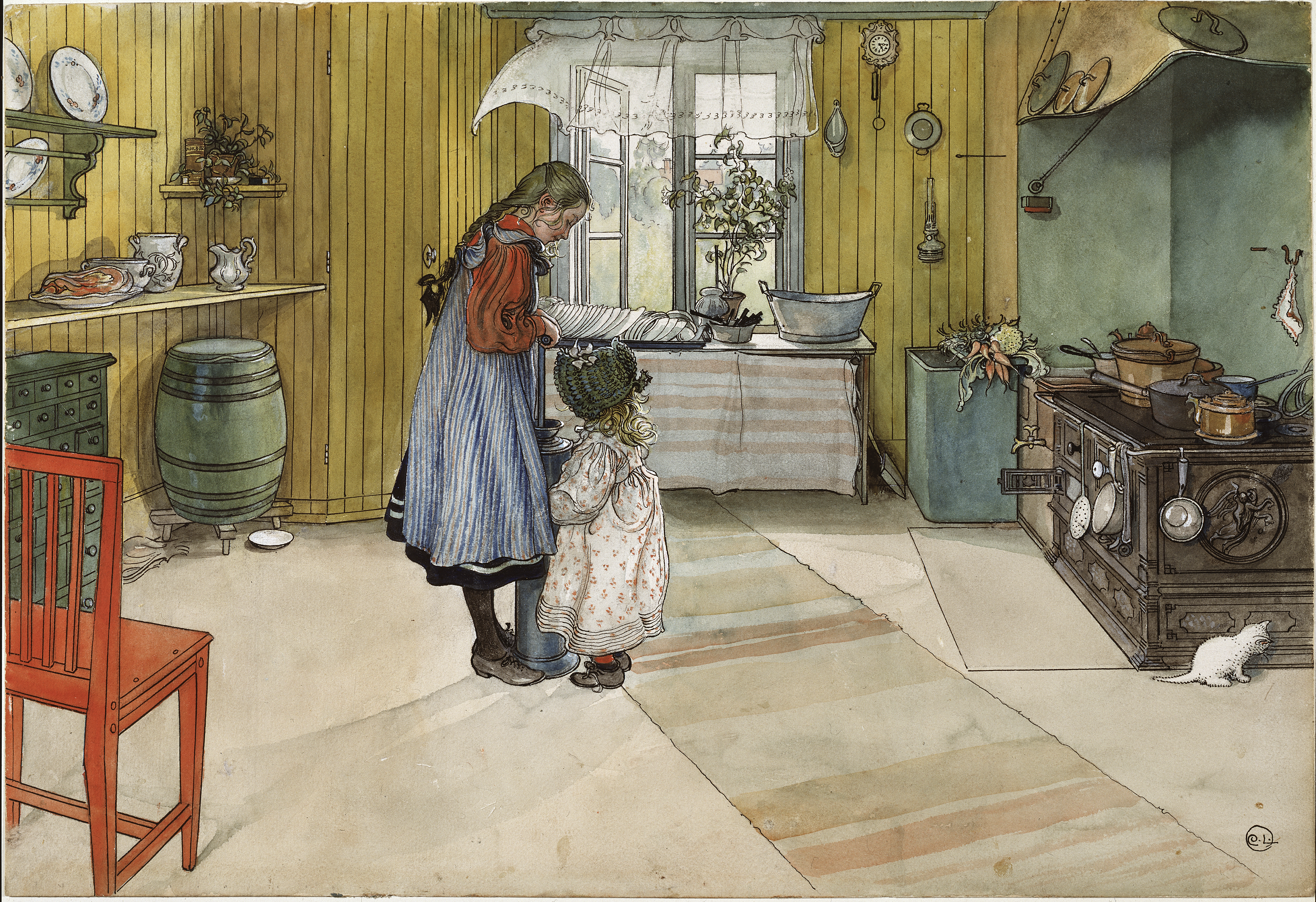
Kuchyně, 1898, Národní muzeum Stockholm